# Croix de cimetière de Montlandon
La croix de cimetière de Montlandon est une croix monumentale située dans le cimetière de la commune déléguée de Montlandon de la commune de Haute-Amance, en France.

## Localisation
La croix est située dans le cimetière, à proximité de l'église Nativité-de-Notre-Dame de la commune déléguée de Montlandon, de l'actuelle commune de Haute-Amance, dans le département de la Haute-Marne, en région Grand Est, en France.

## Historique
La croix date du XVe siècle.
Restaurée en 1892, la croix est classée au titre des monuments historiques par arrêté du 26 septembre 1903 sur la proposition de la sous-préfecture.

## Description
La croix est de style gothique. L'ensemble repose sur un socle octogonal à deux marches. Au dessus, un piédestal ornementé surmonte une base de colonne. Au-dessus, le fût de la colonne présente la particularité d'être torsadé, et est coiffé d'un chapiteau à motifs végétaux. L'ensemble est couronné d'une croix « fleuronnée à ses extrémités ». La croix présente des sculptures de chaque côté : une Vierge à l'enfant d'un côté et une crucifixion de l'autre.